# Kim Bong-soo
Kim Bong-soo (kor. 김봉수; * 30. November 1962 in Seoul) ist ein ehemaliger südkoreanischer Tennisspieler.

## Werdegang
Kim Bong-soo konnte in seiner Karriere einen Titel auf der ATP Challenger Tour gewinnen. Im Jahr 1989 setzte er sich im Einzelwettbewerb in Peking durch. Ein Jahr zuvor feierte er seinen einzigen Auftritt bei einem Grand-Slam-Turnier, als er in der ersten Runde der Australian Open ausschied. Er unterlag dem Inder Ramesh Krishnan mit 3:6, 6:3, 4:6, 6:4 und 4:6.
Er nahm im Jahr 1988 an den Olympischen Spielen in seiner Geburtsstadt Seoul teil. Nachdem er in der Auftaktrunde der Einzelkonkurrenz gegen George Kalovelonis in fünf Sätzen gewonnen hatte, traf er im Anschluss auf den an Position vier gesetzten Franzosen Henri Leconte. Diesen besiegte er überraschend mit 4:6, 7:5, 6:3, 3:6 und 7:5. Im Achtelfinale musste er sich dem Argentinier Martín Jaite klar in drei Sätzen geschlagen geben. In der Doppelkonkurrenz schied er gemeinsam mit Yoo Jin-sun bereits in der ersten Runde aus. Er und Yoo unterlagen den Indern Anand und Vijay Amritraj in drei Sätzen.
Kim Bong-soo bestritt zwischen 1984 und 1990 insgesamt 14 Begegnungen für die südkoreanische Davis-Cup-Mannschaft. Dabei ist sowohl seine Einzelbilanz mit 13:8 als auch seine Doppelbilanz mit 5:1 positiv. Gemeinsam mit Yoo Jin-sun ist er das erfolgreichste Doppel der südkoreanischen Davis-Cup-Historie.
Seit dem 24. Februar 1990 ist Kim Bong-soo verheiratet mit Kim Eun-hee.